# Kanton Remagen
Der Kanton Remagen (franz.: Canton de Remagen) war einer von neun Verwaltungseinheiten, in die sich das Arrondissement Bonn im Rhein-Mosel-Departement gliederte. Der Kanton war in den Jahren 1798 bis 1814 Teil der Französischen Republik (1798–1804) und des Napoleonischen Kaiserreichs (1804–1814).
Vor der Besetzung des Linken Rheinufers im Ersten Koalitionskrieg (1794) gehörte der Verwaltungsbezirk des Kantons Remagen landesherrlich zum Kurfürstentum Köln, dem Herzogtum Arenberg u. a. 
Im Jahre 1814 wurde das Rhein-Mosel-Departement und damit auch der Kanton Remagen vorübergehend Teil des Generalgouvernements Mittelrhein und kam 1815 aufgrund der auf dem Wiener Kongress getroffenen Vereinbarungen zum Königreich Preußen. Unter der preußischen Verwaltung ging der Kanton Remagen im 1816 neu gebildeten Kreis Ahrweiler im Regierungsbezirk Koblenz auf.

## Verwaltungsgliederung
Der Kanton Remagen gliederte sich in vier Mairies. Im Jahr 1808 lebten im Kanton insgesamt 10.165 Einwohner.

### Mairie Heimersheim
Zur Mairie gehörten sieben Ortschaften mit insgesamt 2651 Einwohnern; Bürgermeister: Steinhauer (1808).
- Gimmigen
- Heimersheim
- Kirchdaun
- Leimersdorf
- Lohrsdorf
- Nierendorf
- Oedingen

### Mairie Remagen
Zur Mairie gehörten vier Ortschaften mit insgesamt 3122 Einwohnern; Bürgermeister: Jäger (1808). 
- Remagen
- Bodendorf
- Oberwinter
- Insel Nonnenwerth, seinerzeit Rolandswerth genannt
- Unkelbach

### Mairie Ringen
Zur Mairie gehörten vier Ortschaften mit insgesamt 1563 Einwohnern; Bürgermeister: Reifferscheid (1808). 
- Ringen
- Karweiler
- Lantershofen
- Wadenheim

### Mairie Sinzig
Zur Mairie Sinzig gehörten fünf Ortschaften mit insgesamt 2552 Einwohnern; Bürgermeister: Johann Peter Weckbecker (1808) 
- Sinzig
- Franken
- Koisdorf
- Löhndorf
- Westum